# اليساندرو بوزي
اليساندرو بوزي (بالإيطالية: Alessandro Pozzi)‏ مواليد 24 ديسمبر 1954 في لومبارديا، هو دراج إيطالي سابق.

## روابط خارجية
- اليساندرو بوزي على موقع أرشيف الدراجات (الإنجليزية)
- اليساندرو بوزي على موقع إحصائيات الدراجات الإحترافية (الإنجليزية)
- اليساندرو بوزي على موقع CycleBase (الإنجليزية)